# 7393 Luginbuhl
7393 Luginbuhl eller 1984 SL3 är en asteroid i huvudbältet som upptäcktes den 28 september 1984 av den amerikanske astronomen Brian A. Skiff vid Anderson Mesa Station. Den är uppkallad efter Christian B. Luginbuhl.
Asteroiden har en diameter på ungefär 6 kilometer.